# 大坵田堡
大坵田堡，是台灣中南部自清治時期至日治中期的一個行政區劃，1920年（大正九年）廢止，其原範圍包括今雲林縣的虎尾鎮中西部及土庫鎮南部。
大坵田堡西北邊為布嶼堡，東北邊為西螺堡，東邊及東南邊為他里霧堡，西南邊為白沙墩堡。

## 管轄街庄
大坵田堡共轄18個庄：
- 今虎尾鎮境內：竹圍仔庄、五間厝庄、平和厝庄、埒內庄、廉使庄、蕃薯庄、大墩仔庄、牛埔仔庄、北溪厝庄、三合庄、湳仔庄
- 今土庫鎮境內：土庫庄、過港庄、新興庄、糞箕湖庄、埤腳庄、石廟仔庄、大荖庄

## 沿革

### 清治時期
- 1694年（康熙33年），大坵田堡這地名自首見記載，當時屬於諸羅縣[3]。
- 1723年（雍正元年），朱一貴之亂平定之後，有鑑於諸羅縣幅員遼闊，政府鞭長末及，遂割虎尾溪以北、大甲溪以南之地，增設彰化縣。大坵田堡雖剛好位於虎尾溪南北岸，但在當時全歸諸羅縣（彰化縣行政區劃裡面沒有大坵田堡）。
- 1787年（乾隆52年），諸羅縣改名嘉義縣，大坵田堡也一直隸屬於嘉義縣。
- 1887年（光緒13年），臺灣建省並改地方行政區劃，大坵田堡改屬於台灣省台灣道台灣府雲林縣斗六廳。

### 日治時期
日治時期，大坵田堡曾多次改隸：
- 一縣二民政支部一廳時期（1895-1896），屬於臺灣民政支部雲林出張所大邱田堡。
- 三縣一廳時期（1896-1897），屬於台中縣雲林支廳大坵田堡。
- 六縣三廳時期（1897-1898），屬於嘉義縣土庫辦務署大坵田堡。
- 三縣三廳與三縣四廳時期（1898-1901），屬於台中縣斗六辦務署大坵田堡。
- 二十廳時期（1901-1909），屬於斗六廳土庫支廳大坵田堡。
- 十二廳時期（1909-1920），在嘉義廳土庫支廳之下，分為大墩仔區大坵田堡以及土庫區大坵田堡。（詳見：嘉義廳#十二廳時期）
- 州制時期（1920-1945），大正九年（1920），嘉義廳和台南廳合併為台南州，大坵田堡與其他數個堡合併為台南州虎尾郡（大約今日雲林縣西北部，見虎尾郡以及臺南州條目內的地圖）。原大坵田堡的大部分轄區（見上一節）和他里霧堡之過溪仔庄、惠來厝庄合併為虎尾郡轄下的虎尾庄，庄內設有虎尾郡役所，為虎尾郡之行政中心。大坵田堡的其他轄區則改隸虎尾郡土庫庄（今日土庫鎮）。